# Predestination
Predestination è un film del 2014 scritto e diretto da Michael e Peter Spierig.
È un thriller fantascientifico con protagonisti Ethan Hawke e Sarah Snook, adattamento cinematografico del racconto di Robert A. Heinlein Tutti voi zombie (...All You Zombies...) pubblicato nel 1959.

## Trama
"... Il gallo."»
(Dialogo tra Agente temporale e John)
Un agente temporale governativo utilizza i viaggi nel tempo per dare la caccia a un misterioso terrorista battezzato dalla stampa "Fizzle Bomber". Durante uno scontro con il terrorista, l'agente rimane sfigurato e per questo motivo si sottopone a un trapianto per l’innesto di un nuovo volto. Nel corso di una nuova missione, l'agente si ritrova a lavorare sotto copertura in un bar dove incontra John, un giovane uomo che si guadagna da vivere scrivendo nella rubrica delle "confessioni intime" per un giornale femminile.
Dopo che i due sono entrati in confidenza, John racconta all'agente la storia della sua vita: di come in origine fosse una donna e, appena nata, fosse stata abbandonata in orfanotrofio e le fosse stato dato il nome di Jane; dell'incontro con un uomo misterioso che la sedusse, mettendola incinta, e l'abbandonò; del parto, a seguito del quale scoprì di possedere nel corpo apparati genitali sia femminili che maschili; del fatto che a causa di una grave emorragia era stato necessario rimuovere quelli femminili; delle successive operazioni che hanno trasformato Jane in John, e della misteriosa sparizione della figlia appena nata.
L'agente temporale afferma che può far conoscere a Jane/John l'uomo che ha rapito sua figlia. Egli, incuriosito, accetta, e l'agente lo riporta indietro nel passato. Seguendo le indicazioni dell'agente, John si dirige nel luogo dove Jane incontrò l'uomo con cui ebbe la relazione che portò alla nascita della figlia, e scopre con sorpresa che l'uomo in questione è lui stesso. A quel punto, l'agente temporale riprende la sua caccia a Fizzle Bomber; fallisce però ancora una volta, facendosi sfuggire il terrorista. Intanto, John coltiva la sua relazione con la se stessa nel passato, dando alla luce una figlia che si rivelerà essere Jane stessa, rapita proprio dall'agente temporale e consegnata all’orfanotrofio ancora in fasce.
L’agente temporale torna ancora una volta indietro nel tempo a riprendere John per portarlo nel futuro, reclutandolo come agente temporale che dovrà sostituirlo ora che lui è pronto ad andare in pensione. L’agente però è ossessionato dalla caccia a Fizzle Bomber, e continua le sue indagini anche dopo il pensionamento, fino a scoprire che Fizzle Bomber è lui stesso nel futuro, diventato terrorista portando al paradosso la missione per la quale agiva che era quella di uccidere coloro che nel futuro avrebbero commesso crimini. Nella scena finale, l'agente mostra le cicatrici dell’operazione subita diversi anni prima, rivelando di essere lo stesso John che, durante una delle sue missioni come agente temporale, era rimasto sfigurato e che, dopo l'operazione, aveva assunto le sembianze dell'agente.

## Produzione

### Sviluppo
Il progetto è stato ufficializzato nel maggio del 2012, con Michael e Peter Spierig come registi e autori della sceneggiatura. Gli Spierig hanno scelto di adattare il racconto originale di Heinlein con pochissime variazioni, tra cui l'aggiunta di un prologo e di un epilogo.
Nel maggio 2012 Ethan Hawke entra nel cast, nel febbraio 2013 entra Sarah Snook, seguita nel maggio dello stesso anno da Noah Taylor. Il film è stato parzialmente finanziato da Screen Australia.

### Riprese
Le riprese del film, iniziate l'8 aprile 2013 e durate sei settimane, si sono svolte interamente a Melbourne, in Australia, in diverse località cittadine.

## Distribuzione
Il film è stato presentato in anteprima l'8 marzo 2014 al festival cinematografico South by Southwest. L'anteprima australiana si è tenuta il 31 luglio 2014 al Melbourne International Film Festival.
È stato distribuito nelle sale cinematografiche australiane a partire dal 28 agosto 2014 da Pinnacle Films, mentre in Italia è uscito il 1º luglio 2015, distribuito da Notorious Pictures.

## Accoglienza

### Critica
Predestination è stato accolto positivamente da parte della critica, che ne ha lodato prevalentemente la sceneggiatura e l'interpretazione di Sarah Snook.

## Riconoscimenti
- 2015/I - AACTA Award[16]
  - Miglior attrice a Sarah Snook
  - Miglior fotografia a Ben Nott
  - Miglior montaggio a Matt Villa
  - Miglior scenografia a Matthew Putland
  - Candidato al miglior film
  - Candidato per la miglior regia a Michael e Peter Spierig
  - Candidato per la miglior sceneggiatura non originale a Michael e Peter Spierig
  - Candidato per i migliori costumi a Wendy Cork
- 2015 - Film Critics Circle of Australia Awards
- 2014 - Toronto After Dark Film Festival
  - Miglior film di fantascienza
  - Miglior sceneggiatura a Michael e Peter Spierig
  - Secondo posto per il miglior film